# Замок Ліхтенштейн (Австрія)
48°05′33″ пн. ш. 16°16′12″ сх. д. / 48.09250° пн. ш. 16.27000° сх. д.
Замок Ліхтенштейн (нім. Burg Liechtenstein) — замок неподалік містечка Марія Енцерсдорф, Нижня Австрія, на півдні від Відня.

## Історія
Збудований протягом XII століття, він був знищений османами в 1529 та 1683 і залишався в руїнах до його відреставрування в 1884 році.
Від назви замку (в перекладі з нім. «Світлий камінь») виникло ім'я князівської сім'ї Ліхтенштейнів, що править однойменною країною, яка володіла замком з щонайменше 1140 року по XIII століття та від 1807 і до сьогодення.
Сьогодні замок відомий фестивалем Нестройського Театру, який проводять щорічно під час літніх місяців. З 2007 до 2009, замок тимчасово закритий для відвідувачів. З 2009 проведено реставрацію будівлі та даху. З весни 2010 знову відкритий для відвідувачів. З березня по жовтень щоденно пропонуються екскурсії.